# Caso Mangue 937
O Caso Mangue 937 refere-se ao assassinato de três mulheres — Nara Aline Mota de Lima, Darcyelle Ancelmo de Alencar e Ingrid Teixeira Ferreira — ocorrido em 2 de março de 2018, em um manguezal no bairro Vila Velha, em Fortaleza, Ceará. As vítimas foram sequestradas, torturadas e decapitadas por integrantes da facção Guardiões do Estado (G.D.E).
De acordo com as investigações, o crime teve como motivação um conflito entre facções criminosas, após Nara Aline, então integrante da Guardiões do Estado, ter migrado para o Comando Vermelho (CV), rival da G.D.E. As outras duas vítimas foram mortas por estarem em sua companhia no momento do crime.
O caso ganhou notoriedade pela violência dos atos cometidos e pela divulgação das imagens nas redes sociais. Cinco homens foram condenados, com penas que somaram 335 anos de prisão, incluindo o mandante Francisco Robson de Souza Gomes, que já se encontrava preso desde 2017. Em 2022, outro envolvido, Jonathan Lopes Duarte, foi condenado a 83 anos de prisão.

## Antecedentes e investigações
Por volta das 13h40 (UTC-3) do dia 2 de março de 2018, os criminosos tinham um alvo definido: Nara Aline. Ao encontrarem ela em casa, no bairro Barra do Ceará, em Fortaleza, estava acompanhada de sua companheira, Darcyelle Ancelmo, e de Ingrid Teixeira, com quem dividia a residência. As três acabaram sendo levadas à força pelo grupo até um manguezal próximo ao Rio Ceará, na região do Vila Velha, onde seriam executadas.
As investigações apontaram que as vítimas estavam ligadas à facção Comando Vermelho (CV), originária do Rio de Janeiro e rival da Guardiões do Estado (G.D.E), facção cearense que organizou o crime. A motivação do triplo homicídio teria sido a mudança de facção de Nara, que antes fazia parte do G.D.E e havia passado a atuar no CV, pois ambas as facções estavam em conflito na ocasião.
De acordo com a denúncia do Ministério Público, Nara tinha envolvimento com a facção rival à dos acusados, o que teria levado à sua condenação. Já Ingrid Teixeira, segundo as investigações, não possuía nenhum envolvimento e foi morta simplesmente por estar no local.
O crime teve início nos bairros Coqueirinho e Pirambu, onde as vítimas moravam. As informações apontam que os criminosos eram da região do Parque Leblon, em Caucaia, onde o crime aconteceu. As três mulheres teriam sido entregues por integrantes do Morro de Santiago a um adolescente, que ficou responsável por levá-las até o local da execução.
“Elas ainda estavam conscientes e não tinham sido agredidas. Falaram que levariam elas para ‘rasgar camisas de facções’, expressão usada em conflito entre facções. Elas provavelmente ainda não sabiam a dimensão do perigo que corriam— Delegado-adjunto do 7.° Distrito Policial responsável pelo caso”
O g1 reportou que Jeilson Lopes Pires, membro da G.D.E na comunidade Gafanhoto, teria ordenado a execução de Nara por ela ter vendido drogas em sua área de atuação. O Ministério Público do Ceará indicou que o mandante foi Francisco Robson de Souza Gomes, e que Jeilson foi seu "braço direito".

### Antecedentes criminais
- Bruno Araújo de Oliveira, que indicou o local do enterro dos corpos, já havia sido preso por roubo e homicídio.[5]
- Diego Alves Fernandes, apontado como participante do crime, tinha antecedentes por receptação, associação criminosa e corrupção de menor.[5]
- Luiz Alexandre Alves tinha histórico de roubo com restrição de liberdade da vítima.[5]
- Jonathan Lopes Duarte, um dos executores, já era investigado por homicídios na região.[6]
- O adolescente envolvido tinha passagem por crime contra a administração pública.[5]
- Júlio César Clemente da Silva e Antônio Honorato dos Santos não tinham antecedentes conhecidos.[5]

## Crime
Em 3 de março de 2018, os autores do crime filmaram a execução das três mulheres na Região Metropolitana de Fortaleza, divulgando as imagens nas redes sociais, o que contribuiu significativamente para a repercussão do caso. Antes de serem assassinadas, as vítimas foram forçadas a negar sua ligação com a facção Comando Vermelho. Uma delas, visivelmente nervosa, declarou: “Eu tô rasgando a camisa do CV porque não é pelo certo”. Outra, sob forte coação, admitiu pertencer à facção rival e afirmou estar mudando de lado, enquanto olhava fixamente para quem filmava, mantendo as mãos na cabeça.
A gravação registra a tortura e a execução das vítimas. Em determinado momento, uma delas implora por sua vida, mas um dos criminosos ordena: “Teve chance. Atira e mata”.
As vítimas foram brutalmente assassinadas. A gravação mostra que todas foram decapitadas, enquanto uma sofreu mutilações graves, incluindo a amputação de um braço. Ao final, um bandido joga as três cabeças decapitadas das mulheres na água do mangue, comemorando os assassinatos.

## Buscas

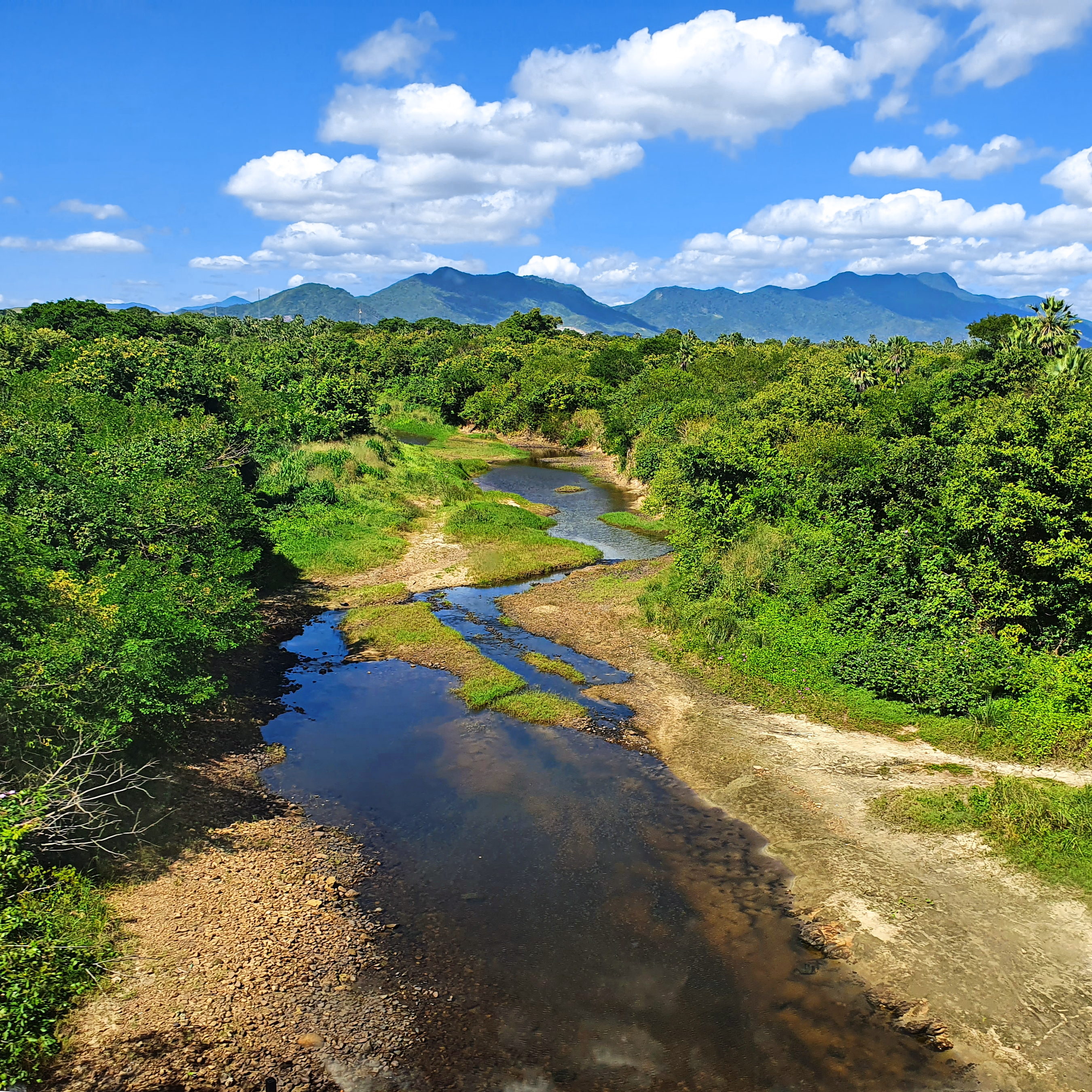
Rio Ceará, na divisa entre Fortaleza e Caucaia. Às suas margens, no bairro Vila Velha, localizou-se a área do crime.

Em 5 de março de 2018, as buscas pelos corpos das vítimas começaram em uma área de mangue entre Caucaia e Fortaleza, onde o crime ocorreu. Equipes do Corpo de Bombeiros Militar do Ceará (CBMCE), da Divisão Antissequestro (DAS), da Divisão de Homicídios e Proteção à Pessoa (DHPP), da Delegacia de Repressão às Ações Criminosas Organizadas (Draco) e de distritos policiais locais foram mobilizadas para a operação.
O terreno dificultou os trabalhos. A lama densa, a vegetação fechada e a oscilação das marés tornavam o deslocamento perigoso, além do forte cheiro do mangue, que atrapalhava o trabalho dos cães farejadores. No dia 8 de março, as buscas foram retomadas.
O então governador do Ceará, Camilo Santana, cobrou empenho e destacou a importância dos esforços na busca pelos corpos, descreveu o crime como "lamentável".
“Só paramos por conta da limitação do horário. Temos uma área delimitada, mas é mangue, com muito lamaçal, o que dificulta as buscas à noite. Fica no estuário do Rio Ceará”— Investigador em entrevista ao g1
Naquele momento, as vítimas ainda não haviam sido encontradas, mas os suspeitos detidos pela polícia confessaram os assassinatos, segundo o delegado Marciliano de Oliveira Ribeiro, do 7º Distrito Policial.
Durante as buscas, os investigadores localizaram pedaços de roupa, possivelmente das vítimas, além de fragmentos de madeira que teriam sido usados para agredi-las antes da execução. Também foi encontrado um facão quebrado, que foi encaminhado à Perícia Forense do Ceará (Pefoce) para análise.
As equipes contaram com o apoio da Seção de Busca, Resgate e Salvamento com Cães (Sbresc), que utilizou dois cães farejadores para ajudar na localização dos corpos.
Por volta das 18h00 (UTC-3) do dia 9 de março, a operação encontrou os restos mortais das vítimas, enterrados em uma cova rasa no mangue, a alguns quilômetros de onde foram torturadas e mortas.
“Primeiramente foram encontradas uma cabeça e um braço, mas, com o andamento das escavações, nossas equipes encontraram o resto dos corpos. O acesso é complicado porque a maré está cheia e o local fica em um manguezal com muita lama”— Manoel Sidney, capitão do Corpo de Bombeiros
Os corpos estavam cobertos com lama e folhagem, em uma ilhota a aproximadamente 800 metros das margens do Rio Ceará.
A retirada dos corpos foi feita por meio de um barco do Corpo de Bombeiros. A localização só foi possível depois que dois dos suspeitos, sob custódia da polícia, foram levados ao mangue e indicaram o local exato onde esconderam os cadáveres das vítimas.

## Identificação dos corpos e laudos
A Perícia Forense do Estado do Ceará (Pefoce) concluiu a identificação dos corpos, que foram liberados na manhã de 15 de março. Para confirmar a identidade das vítimas — Nara Aline Mota de Lima, Darcyelle Ancelmo de Alencar e Ingrid Teixeira Ferreira — foi necessário um exame de DNA conduzido pelo Núcleo de DNA Forense da Coordenadoria de Análises Laboratoriais Forenses (Calf). O procedimento comparou amostras biológicas das vítimas com material genético de parentes de primeiro grau.
“Trabalhamos de forma célere para conseguir identificar essas vítimas. Desde o final de semana, estávamos realizando as análises buscando a rápida identificação e, consequentemente, a liberação dos corpos para os familiares.”— Manuela Cândido, coordenadora da Calf
O coordenador de Medicina Legal (Comel), Hugo Leandro, afirmou que os laudos dos exames estavam em andamento e, assim que concluídos, seriam encaminhados ao Departamento de Homicídios e Proteção à Pessoa (DHPP).
Os laudos cadavéricos presentes na denúncia do Ministério Público do Estado do Ceará (MPCE) revelaram que Nara e Ingrid foram mortas por decapitação, enquanto Darcyelle foi executada com um tiro e, posteriormente, teve a cabeça removida.

## Prisões
Francisco Robson de Souza Gomes, apontado como o mandante do crime, já estava preso desde 24 de maio de 2017. Ele foi capturado durante uma operação das Polícias Civil e Militar na AIS 08, que levou à prisão de 28 pessoas. Na época, Francisco acumulava um histórico criminal extenso, respondendo por cinco casos de roubo, quatro homicídios e um processo por tráfico de drogas.
Em 6 de março de 2018, a polícia prendeu três homens — Diego Alves Fernandes, Luiz Alexandre Alves Silva e Antônio Honorato dos Santos — além de um adolescente, que foi encaminhado à Delegacia da Criança e do Adolescente (DCA). Todos eram suspeitos de envolvimento no crime na época. Durante os depoimentos, Diego foi o único a admitir que presenciou os assassinatos e a ocultação dos corpos, mas negou qualquer participação.
Poucos dias depois, em 9 de março, a Polícia Civil do Ceará (PCCE), por meio da Divisão de Homicídios e Proteção à Pessoa (DHPP), capturou mais dois suspeitos de participação direta nas execuções: Bruno Araújo de Oliveira, conhecido como "Bilouco", e Júlio César Clemente da Silva, apelidado de "Bifão". As prisões ocorreram na Área Integrada de Segurança (AIS 8).
Em 14 de março do mesmo ano, a Polícia Civil prendeu Jeilson Lopes Pires e um adolescente de 17 anos. Jeilson era considerado um dos chefes da facção que atuava no bairro Vila Velha, comandando parte das ações criminosas na região. Jeilson Lopes confirmou fazer parte da facção criminosa Guardiões do Estado (G.D.E), em depoimento.
No dia 1º de setembro de 2018, a Polícia Militar do Ceará prendeu Rogério Araújo de Freitas, conhecido como “Chocolate”, no bairro Vila Velha, em Fortaleza. Ele era, na época, o quinto suspeito detido por envolvimento no crime.
Já em 17 de dezembro de 2020, Jonathan Lopes Duarte, conhecido como "Mobilete", foi detido por suspeita de envolvimento nas mortes das três mulheres. Ele também era investigado pelo assassinato de um vendedor de produtos de limpeza ocorrido em novembro daquele ano. Contra ele, já havia um mandado de prisão em aberto. Ao perceber a aproximação dos agentes, tentou fugir, mas foi capturado.
Na operação, os policiais encontraram munições de calibre .38 com um dos detidos. Segundo o delegado responsável pelo caso, esse calibre pode ter sido o mesmo utilizado em uma das execuções.
Na noite do dia 14 de novembro de 2021, Rogério Araújo de Freitas foi localizado e recapturado por agentes do Comando de Policiamento de Rondas e Ações Intensivas e Ostensivas (CPRaio), da Polícia Militar do Ceará (PMCE), na zona rural do município de Mombaça, na Área Integrada de Segurança 22 (AIS 22). Rogério estava foragido do sistema prisional cearense e era apontado como líder de uma facção criminosa que operava no bairro Vila Velha (AIS 8), em Fortaleza. Além disso, ele era investigado por envolvimento em outros homicídios e por associação a organizações criminosas.

## Julgamentos
Em 27 de fevereiro de 2019, ocorreu o julgamento pelo Tribunal do Júri no 1º Salão do Júri do Fórum Clóvis Beviláqua, em Fortaleza, Ceará.
A sessão foi presidida pelo juiz Victor Nunes Barroso, titular da 3ª Vara do Júri da Comarca de Fortaleza. No processo, a defesa foi conduzida por Sulamita Teixeira, enquanto a acusação ficou a cargo de Joseana França. O procedimento foi conduzido com o suporte do Projeto Tempo de Justiça e resultou do trabalho conjunto da Divisão de Homicídios e Proteção à Pessoa (DHPP) da Polícia Civil e da Promotoria de Justiça do Júri.
Durante a audiência, trechos do vídeo que registrou a tortura e execução das vítimas foram exibidos. No entanto, o material não foi apresentado na íntegra, pois os jurados consideraram seu conteúdo excessivamente violento e perturbador, segundo informações do Tribunal de Justiça do Ceará.

### Penas
Na madrugada de 28 de fevereiro de 2019, por volta de 1h30 (horário local), o Tribunal de Justiça do Ceará condenou os cinco acusados, cujas penas somadas totalizaram 335 anos de prisão em regime fechado.
As condenações individuais foram:
- Francisco Robson de Souza Gomes: preso no dia 24 de maio de 2017; condenado a 85 anos e 6 meses.[4][24]
- Jeilson Lopes Pires: preso no dia 14 de março de 2018; condenado a 85 anos.[4][24]
- Bruno Araújo de Oliveira: preso no dia 9 de março de 2018; condenado a 78 anos e 6 meses.[4][24]
- Rogério Araújo de Freitas: preso no dia  1 de setembro de 2018; condenado a 78 anos.[4][24]
- Júlio César Clemente da Silva: preso no dia 9 de março de 2018; condenado a 8 anos e 6 meses.[4][24]

Francisco Robson foi julgado por videoconferência, pois estava preso na Penitenciária Federal de Campo Grande, em Mato Grosso do Sul.
Os réus foram condenados por homicídio triplamente qualificado (motivo torpe, meio cruel e impossibilidade de defesa das vítimas), destruição e ocultação de cadáveres, participação em organização criminosa, porte ilegal de arma de fogo e tortura.

### Condenação de Jonathan Lopes Duarte em 2022
Jonathan Lopes Duarte, preso em 17 de novembro de 2020, responsável pela tortura e decapitação das vítimas, recebeu uma sentença de 83 anos de prisão. Ele foi condenado pelos crimes de homicídio triplamente qualificado, ocultação de cadáver, tortura, porte ilegal de arma de fogo e participação em organização criminosa.
A decisão foi comunicada pela Secretaria Executiva das Promotorias de Justiça do Júri de Fortaleza. O julgamento, conduzido pelo Conselho de Sentença, ocorreu em 12 de abril de 2022, na 3ª Vara do Júri, na cidade de Fortaleza.

## Métodos inspirados no Estado Islâmico
A investigação revelou, por meio de uma interceptação telefônica, que o crime foi orquestrado por um homem que estava preso. De acordo com a promotora Joseana França, Francisco Robson de Souza Gomes, conhecido como "Mitol", foi quem deu a ordem para o assassinato de Nara, passando a responsabilidade para seu subordinado, Jeilson Lopes Pires, conhecido como "Jê". A execução de Nara foi planejada com base em táticas extremistas, inspiradas no grupo internacionalmente conhecido como Estado Islâmico.
“O 'Mitol' era quem, de dentro do presídio, mantinha contato com Jeilson, que por sua vez, filmava e dava as instruções para os outros envolvidos. No caso de Nara, o laudo de necropsia apontou que ela foi uma das vítimas decapitadas”— Joseana França, promotora
O facão usado para o crime, que normalmente seria uma ferramenta cortante, estava cego, se tornando corto-contundente.

## Atualizações
Segundo o Diário do Nordeste, Bruno, Francisco e Jeilson iniciaram o cumprimento da pena na Unidade Prisional Professor Olavo Oliveira II (UPPOO II), localizada em Itaitinga, na Região Metropolitana de Fortaleza. Rogério, que após o julgamento se tornou foragido, foi capturado em 2021 no município de Mombaça. Já Francisco Robson de Souza Gomes, considerado o mandante do crime, permanece detido na Penitenciária Federal de Campo Grande, Mato Grosso do Sul. O único dos envolvidos em liberdade é Júlio César, de acordo com a Secretaria da Administração Penitenciária (SAP).